# ادگار برونفمن
ادگار برونفمن (انگلیسی: Edgar Bronfman, Sr.; ۲۰ ژوئن ۱۹۲۹ – ۲۱ دسامبر ۲۰۱۳) یک تاجر اهل کانادا و ایالات متحده آمریکا بود. او یکی از اعضای مهم خانواده برونفمن بود.
وی همچنین برنده جوایزی همچون نشان افتخار آزادی رئیس‌جمهوری و لژیون دونور شده‌است.

## زندگی‌نامه
برونفمن در مونترال از خانواده معروف یهودی برونفمن زاده شد. او فرزند ساموئل برونفمن و سیدیا رازنر برونفمن بود. سام و سیدیا یهودیان اروپای شرقی بودند که به مونترال مهاجرت کرده بودند. پدر او ساموئل یکی از موفقترین شرکتهای تولید مشروبات الکلی در مونترال را مدیریت می‌کرد. سپس سام شرکت سیگرام را برای تولید مشروبات الکلی تأسیس نمود. در سال ۱۹۳۳ شعبه آمریکایی سیگرام نیز شروع به کار کرد. برونفمنها در درون خانه کوشر بودند و قوانین مذهبی یهودی را رعایت می‌کردند ولیکن در بیرون از خانه به یک مدرسه انگلیسی زبان می‌رفتند و گوشت خوک می‌خوردند. برونفمن در کالج ترینیتی در انتاریو تحصیل کرد. او سپس به کالج ویلیامز رفت و مدرک کارشناسی خود را از دانشگاه مک گیل دریافت نمود.

## فعالیت‌ها
بعد از فارغ‌التحصیلی از دانشگاه مک گیل در سال ۱۹۵۱ او به تجارت خانوادگی خود در تولید مشروبات الکلی پیوست. در سال ۱۹۵۳ او به سمت ریاست شعبه آمریکایی سیگرام رسید. او تعداد محصولات را افزایش داد، کیفیت آنها را بهبود بخشید و کشورهایی که محصولات سیگرام به آنها صادر می‌شد را افزایش داد. در سال ۱۹۶۶ مؤسسه سرمایه‌گذاری سمپ که توسط خانواده برونفمن مدیریت می‌شد تعداد زیادی سهم از استودیو فیلمسازی MGM خریداری کرد. بعد از فوت پدرش در سال ۱۹۷۱ برونفمن رئیس، خزانه دار و مدیر شرکت سیگرام شد. پسر او، ادگار جونیور، در سال ۱۹۹۴ بعضی از مسئولیتهای قبلی او را بر عهده گرفت.

### کنگره یهودیان دنیا
وقتی در سال ۱۹۷۹ رئیس قبلی کنگره یهودیان دنیا کنار رفت، این پست به برونفمن پیشنهاد شد. در سال ۱۹۸۱ او به ریاست این سازمان انتخاب شد. به همراه معاون او، اسرائیل سینگر، او کنگره یهودیان دنیا را به یکی از مهمترین سازمانهای یهودی در سراسر دنیا تبدیل نمود. برونفمن به دلیل فعالیت برای کمک به یهودیان شوروی، روکردن سابقه نازی رئیس‌جمهور اتریش کرت والدهایم، تلاش برای گرفتن غرامت برای بازماندگان هولوکاست از بانکهای سوئیس در عرصه بین‌المللی معروف شد. برونفمن کنگره یهودیان دنیا را تبدیل به یکی از مهمترین سازمانهای یهودی نمود.

## زندگی شخصی
برونفمن پنج بار ازدواج کرد. اولین همسر او آنا لوئب، از خانواده بانکداری لوئب بود. حاصل این ازدواج سه پسر و یک دختر بود. او سه بار دیگر ازدواج نمود. در زمان مرگ او هفت فرزند، ۲۴ نوه و ۲ نتیجه داشت.

## کمک به یهودیان
برونفمن در کارهای خیریه یهودی بسیار شرکت می‌کرد. او مبالغ زیادی به سازمان دانشجویی هیلل، سازمان زندگی دانشچویی یهودی کمک کرد. ساختمانی در دانشگاه مک گیل به نام پدر او نامگذاری شده‌است. برونفمن سازمان ساموئل برونفمن را ایجاد کرد که بر پایه چهار اساس بود: «رنسانس یهودیان وابسته به تعالیم یهودی است، یهودیان جوان آینده یهودیان را می‌سازند، جامعه یهودیان باید باز و همه گرا باشد، تمامی یهودیان یک ملت واحدند.»
برونفمن یک یهودی بسیار مغرور بود. او با اینکه به مسائل یهودی بسیار علاقه‌مند بود به صورت علنی گفته بود که به خدا اعتقادی ندارد.